# Joseph-Pierre Pétrequin
Joseph-Pierre-Eléonor Pétrequin (Villeurbanne, 26 giugno 1809 – Fontaines-sur-Saône, 2 giugno 1876) è stato un medico francese, che scrisse tra l'altro l'importante Trattato di anatomia medico-chirurgica stampato a Parigi nel 1844.
A lui si deve l'ipotesi della funzione della capsula fibrosa di Glisson del fegato.

## Opere
L'inizio della sua carriera è stato caratterizzato dalla pubblicazione del Traité d'Anatomie topographique médico chirurgicale ("Trattato di medicina anatomia chirurgica topografica", Baillère 1844).
Nel 1845 pubblicò Essai sur l'Histoire chirurgicale de l'Hôtel-Dieu de Lyon, depuis sa fondation jusqu'à nos jours.
Nel 1859 e in collaborazione con il dott. Soquet, medico dell'Hôtel-Dieu, scrisse Traité général de pratique des eaux minérales de la France et de l'étranger: in questo settore, Pétrequin fu un precursore nel lanciare l'idrologia medica in una nuova via.
Nel 1873 pubblicò un'opera di oltre 500 pagine, Nouveaux mélanges de Chirurgie  et de Médecine che comprendeva i lavori sulla patologia dell'orecchio, l'idrologia medica e l'igiene pubblica.
Fu solo due anni prima della sua morte che apparve l'opera principale della sua vita, La Chirurgie d'Hippocrate: quest'opera in due volumi di oltre 1 200 pagine dimostrava che Ippocrate è davvero il padre della medicina, ma anche un grande chirurgo e che tali osservazioni erano state ingiustamente dimenticate.

### Edizioni in italiano
Edizioni di alcune opere in italiano (elenco non esaustivo, in ordine cronologico di pubblicazione):
- Joseph-Pierre-Eléonor Pétrequin, Memoria sulla cistomia ureto-vestibulare in caso di corni stranieri nella vescica delle donne, Milano, 1844.
- Joseph-Pierre-Eléonor Pétrequin, Intorno la cura degli stringimenti organici dell'uretra per mezzo dell'incisione metodica dictro un nuovo metodo operativo fondato sull'anatomia patologica delle contrazioni uretrali, G. Chiusi, 1845.
- Joseph-Pierre-Eléonor Pétrequin, Nuovo ricerche ed esperienze sull'esistenza e sulla diagnosi differenziale della cataratta nera, G. Chiusi, 1849.
- Joseph Pierre Eléonor Pétrequin, Sull'impiego terapeutico delle preparazioni di manganese, G. Chiusi, 1849.
- Joseph-Pierre-Eléonor Pétrequin, Sull'impiego terapeutico delle preparazioni di manganese qual mezzo condjuvante o qual succedaneo di quelle di ferro, Chiusi, 1849.
- Joseph-Pierre-Eléonor Pétrequin, Su l'impiego terapeutico del Bochet dupurativo e del Bochet purgativo, Chiusi, 1850.
- J. E. Pétrequin, Memoria su'l metodo a seguirsi nella cistotomia perineale per estrarre calcoli voluminosi, Chiusi, 1851.
- J. E. Pétrequin, Osservazioni pratiche su'l metodo a seguirsi per estrarre i corpi stranieri introdutti in vescica senza operazione cruenta, Chiusi, 1851.
- Joseph-Pierre-Eléonor Pétrequin, Ricerche su l'azione delle acque minerali d'Aix in Savoya nelle malattie degli occhi: con nuovo esperienze intorno alla loro influenza su la circolazione la temperatura animale, Chiusi, 1852.
- Joseph Pierre Eléonor Pétrequin, Nuove ricerche su l'uso terapeutico del manganese come ausigliario del ferro, G. Chiusi, 1853.